# Raw (formato di file)

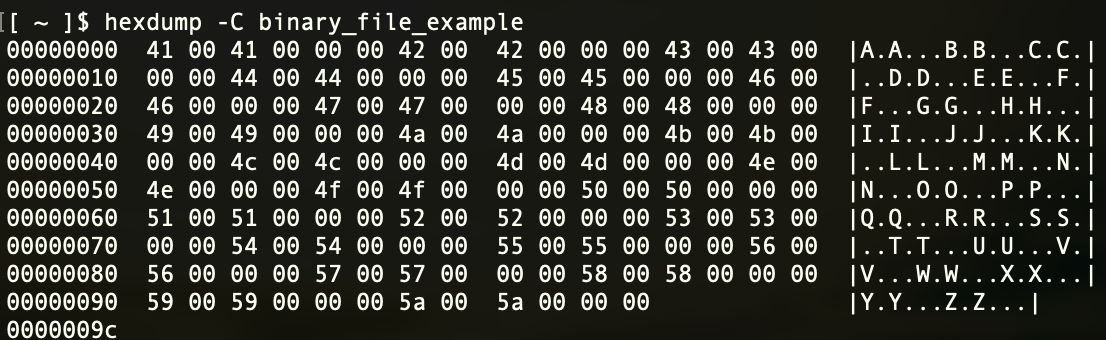
Contenuto di un file di formato ignoto visualizzato con hexdump

Con l'espressione "formato raw" (lett. "grezzo, non elaborato" in inglese) si intende una famiglia di formati di file nativi a particolari sistemi di acquisizione o archiviazione dati, che spesso costituiscono la forma originale (grezza) di un determinato dataset.
Questi formati sono generalmente molto poco sofisticati e necessitano di informazioni addizionali di contesto per poter essere interpretati correttamente, come ad esempio la configurazione del sistema che li ha emessi. Per questo motivo i "file raw" sono file di formato potenzialmente ignoto, implicando che le informazioni contenute potrebbero non essere immediatamente accessibili.

## Descrizione
Per capire il concetto di file raw è necessario avere presente in linea di principio cosa contiene un file "non-raw". Se prendiamo per esempio uno spezzone di musica salvato in formato WAV, troviamo che questo contiene sempre, oltre ai campioni audio, anche i metadati, i quali specificano almeno la frequenza di campionamento, il numero di bit per campione e il numero dei canali audio registrati. Questo insieme di informazioni (dati + metadati) consente a qualsiasi lettore multimediale di aprire semplicemente il file in automatico e riprodurlo senza ulteriore intervento dell'utente.
Lo stesso spezzone di musica salvato in formato raw, cioè senza metadati, richiederebbe l'utilizzo di un software più complesso, generalmente ad uso professionale, il quale prima di riprodurre l'audio sarebbe costretto a chiedere all'utente proprio quelle informazioni mancanti come la frequenza di campionamento, i bit per campione e il numero di canali. Sbagliando uno solo di questi parametri la riproduzione audio risulterebbe con tutta probabilità priva di senso. 
Lo stesso esempio può essere applicato similmente anche a file contenenti immagini o quant'altro. 
Detto ciò tuttavia si capisce come sia particolarmente raro imbattersi in questi tipi di file, ma non impossibile, come nel caso dei file audio o video prodotti da download che si sono interrotti. Lo spezzone di file così come si presenta non è utilizzabile, ma alcuni programmi di visualizzazione hanno la possibilità di riparare detti file, se erano state scaricate informazioni sufficienti per determinarne il formato completo, visualizzando però solo i dati audio o video che erano stati scaricati. Il risultato è un file visualizzabile, anche se può essere di durata inferiore rispetto al file originale

## Ambito specifico
Nel caso dell'applicazione specifica l'aggettivo raw si applica principalmente al contenuto dei dati, non al loro raggruppamento in un file, che poi potrà essere utilizzato in altri contesti nei quali, elaborando finalmente quei dati raw, essi potranno essere resi utilizzabili per lo scopo per il quale sono stati formati (immagini, suoni, documenti, ecc.)
Questo comporta il fatto che un file di dati raw può avere metadati, e quasi sempre ha  un  header (intestazione), perché, diversamente, il software che è chiamato a leggere quel file raw per poi successivamente elaborarlo, non riuscirebbe a riconoscerlo e quindi ad utilizzarlo; alcuni software di elaborazione di file audio headerless, infatti, dopo la lettura del file raw audio, chiedono di specificare i parametri di trattamento e riproduzione del file stesso. Possono essere presenti anche informazioni di chiusura del file a volte chiamate “tail”. 
Per quanto riguarda il contenuto dei dati di un file raw questi possono anche essere compressi sia con metodo lossy, sia lossless, questo talvolta avviene nei grandi file raw in uscita da fotocamere digitali ad alta risoluzione. Invece nei file raw di backup a basso livello (file immagine) dei supporti di memorizzazione di massa, come gli hard disk, se si applica una compressione, questa deve essere solo di tipo lossless al fine di non perdere nessuna informazione di quelle registrate, pena l'impossibilità di usare i dati salvati. Queste operazioni di compressione permettono di ridurre considerevolmente la dimensione del file che deve registrare i dati e rendere più agevole la sua gestione.
La comprensione del significato di "formato file raw" trova un valido aiuto se si analizzano alcuni dei più diffusi campi dell'informatica nei quali avviene l'utilizzo di questa modalità di formazione del file. Questo perché la modalità raw di formazione di dati, assume forme diverse e diverse modalità di trattamento ed utilizzo dei dati, a seconda dell'ambito in cui viene  applicata.  

### Formati fotografici
In campo fotografico vi sono vari formati raw dipendentemente dal produttore e dal modello di fotocamera che genera il file. Il formato raw in questi casi comprende certamente sia header che metadati (dati di informazione sulle condizioni di ripresa dell'immagine raw riprodotta). Inoltre per le fotocamere ad alta risoluzione che comportano la formazione di file di grandi dimensioni, a volte si incontra anche una compressione dei dati di tipo lossless. 

#### Acquisizione dei dati
I dati grezzi memorizzati sono il risultato della digitalizzazione dei livelli di segnale elettrico proporzionali all'intensità di flusso luminoso incidente su ogni singolo photosite del sensore. Nella quasi totalità di sensori (fanno eccezione alcuni modelli di pochi marchi) i photosites che li compongono sono di tre tipi: R, G  e B ed ognuno di questi tipi, registra l'intensità di luminosità relativa a quella componente cromatica della luce incidente su quello specifico photosite (R,  G o B). Queste informazioni tuttavia non sono sufficienti a formare il pixel (raggruppamento di dati che descrive le caratteristiche cromatiche complete di quel particolare elementare d'immagine di cui il photosite raccoglie informazioni), in quanto per rappresentare in modo fedele l'immagine ripresa, ogni pixel deve contenere tutte e tre le informazioni sulla intensità di RGB, anche delle due componenti che il singolo photosite non può registrare. Questa è la ragione per la quale i file, con i soli dati digitali delle informazioni in uscita dai singoli photosite del sensore (che sono diversi milioni), vengono chiamati raw (=non elaborati).

#### Elaborazione delle immagini raw
Per ottenere un'immagine cromaticamente fedele alla scena ripresa, infatti, occorre una elaborazione successiva nella quale a partire dai dati registrati (una sola componente cromatica per ogni photosite) vengono calcolate anche le due componenti cromatiche mancanti usando i dati registrati dai photosite adiacenti. I dati RGB così ottenuti (uno catturato e due calcolati) su ogni photosite, vanno a costituire i dati cromatici di ogni pixel. Questi dati ora non sono più raw, in quanto, dopo avere loro dato un formato di registrazione (BMP, TIFF, JPG, ecc.), sono  già utilizzabili. 
I file raw di alcuni marchi di tutte le fotocamere contengono al loro interno anche un raggruppamento di dati identificabili come file JPG. Questo file di dimensioni ridotte, ha lo scopo di velocizzare le operazioni di archiviazione e di avere un'indicazione immediata del contenuto dell'immagine.
Il concetto di "raw", "non elaborato", si addice in questo caso, perché affinché sia elaborato e quindi utilizzabile, il file deve avere subito almeno il processo di demosaicizzazione attraverso la generazione dei due canali cromatici mancanti su ogni pixel applicando un algoritmo di interpolazione ed anche l'applicazione di un formato al file secondo uno degli standard di registrazione dei file grafici.

### Formati di archiviazione di massa
Per comprendere la tipologia di file raw relativo ad un file immagine di un supporto di memoria di massa, occorre premettere la modalità con la quale i dati dei file da archiviare, vengono registrati.

#### Registrazione dati su supporti di memoria di massa
È esperienza comune che per registrare dei file su un supporto, questo deve essere formattato, cioè occorre che siano registrate delle informazioni sulle tracce del supporto che permettano di numerare ed identificare tutti i settori del supporto stesso. Questi sono intesi come segmenti di memoria di massa nei quali dovranno essere registrati i dati veri e propri dei file da archiviare. Tale operazione è necessaria per poter leggere in un secondo tempo i file registrati. Infatti in ogni supporto (disco o altro) esiste una zona dove, fra l'altro, sono registrate le informazioni sui settori dove sono registrati i singoli file presenti nel disco (FAT, File Allocation Table, che può avere nome e caratteristiche diversi a seconda dei sistemi informatici su cui il supporto di memoria di massa è installato). Una analogia, peraltro riduttiva, può essere stabilita evocando le funzioni dell'indice di un libro, dove il libro ovviamente è il supporto di massa).
Un file raw con l'immagine completa di un disco, quindi, contiene tutto quanto è registrato sul disco, dunque non solamente i dati relativi ai file, ma anche le informazioni di formattazione del disco con gli identificativi dei singoli settori e l'intera area della memoria di massa dove è collocata la F.A.T. e gli altri elementi destinati alle funzioni di caricamento automatico del sistema operativo (MBR, Master Boot Record). Un tale file raw, ovviamente, così com'è non può svolgere le funzioni che svolge un hard disk benché ne sia la rappresentazione fedele.

#### Elaborazione delle immagini disco
In questi file normalmente vi sono degli header che li identificano e che permettono il loro utilizzo in software dedicati, per ripristinare ad esempio il funzionamento di un disco danneggiato, ma non sempre esiste compatibilità trasversale fra i vari file prodotti dai diversi software in grado di realizzare un file immagine. 

#### Accesso raw alle memorie di massa
Quello che è chiamato “accesso raw” ad un supporto di memorizzazione di massa è un metodo di lettura che mantiene e trasmette al sistema, tutto quanto viene letto dalla testina di lettura ed è il primo passo per la registrazione del file immagine di un hard disk. Tale modalità raw di accesso ai supporti di memorizzazione è  radicalmente diversa dalla modalità ordinaria. Normalmente la testina, com'è ovvio, legge tutto quanto incontra sulla traccia - codici di formattazione che identificano i settori del disco + dati registrati nei settori - e prevede che il software di gestione del lettore (hard disk, floppy o altra periferica di archiviazione) elimini i codici di formattazione del supporto, dopo averli utilizzati per la ricomposizione del file. Vengono mantenuti così i soli dati registrati nei settori. Questi dati, ricomposti, vanno a formare il file del documento che si intendeva leggere.
La lettura e l'archiviazione raw anche in questo caso, dunque, legittima l'uso del concetto di "non elaborato, "grezzo", perché quei dati letti e registrati essendo al lordo dei codici di formato, non sono né il documento registrato, né i soli dati di formattazione, ma una loro unione.    

### Formati audio

Rappresentazione grafica di un'onda sonora analogica (in rosso) e 4-bit digitale (in nero)

Nel campo dell'audio digitale la registrazione di file raw è normalmente headerless, si tratta di un formato nativo, non immediatamente associabile a formati noti per il pronto utilizzo del suo contenuto con software di riproduzione. 

#### Acquisizione dei dati
Si tratta dei dati che escono dal dispositivo di campionamento del segnale audio (in PCM – Pulse-Code Modulation) e che non sono direttamente utilizzabili a causa della mancanza di un formato di registrazione (e conseguentemente di utilizzo) che normalmente è scritto nell'header del file. 
Poiché questi file raw possono avere anche campionamenti con sample rate non consueti, il loro utilizzo richiede conoscenze relative al DSP (Digital Signal Processing), quindi, preferibilmente, l'uso è riservato ad utenti esperti a causa del rischio di perdita di dati. Per contro con conoscenze specifiche è possibile ottenere il massimo dei risultati possibili.
Nel campo audio il campionamento dei dati raw può avvenire in PCM con risoluzione di 8-bit (corrispondenti alla ripartizione in 256 livelli discreti dell'intera escursione massima del  segnale analogico di ogni campione preso). Il campionamento inoltre può avvenire con risoluzione a 16-bit (qui  i livelli discreti in cui viene convertito in digitale il segnale digitale sono 65.536). Maggiore è la risoluzione di campionamento, maggiore sarà la fedeltà del segnale registrato.  La frequenza minima di campionamento per riproduzioni ad alta fedeltà è di 44100 Hz a cui corrisponde la conversione in digitale di 44.100 campioni al secondo dei livelli analogici del segnale audio. I segnali che si definiscono con qualità audio CD, hanno una risoluzione di 16 bit per campione ed una frequenza di campionamento di 44100 Hz per ognuno dei due canali stereo.

#### Elaborazione dell'audio raw
Il segnale audio così convertito da analogico a digitale (conversione A/D) non è ancora utilizzabile, poiché si tratta ancora di dati raw, infatti ad esso non è ancora stato dato un formato riconoscibile dai software di riproduzione, formato che ha il compito “istruire” questo software sulle modalità di trattamento del file per la sua riproduzione (decodifica della risoluzione di campionamento e decodifica della frequenza di campionamento). Un file recante gli header, invece, come può essere un file MP3 contiene, oltre ai dati essenziali relativi alla codifica PCM, anche le informazioni, altrettanto essenziali, per la decompressione. Negli header tuttavia di alcuni formati (come l'MP3), possono essere inserite anche altre informazioni, non essenziali per la riproduzione, come il nome dell'artista o metadati utili per l'archiviazione del file. 
Questa è la ragione per la quale un file audio raw è effettivamente "non elaborato", perché manca di quelle informazioni che lo rendono immediatamente utilizzabile da un player o da un editor audio.